# Инженер
«Инжене́р» — російськомовний щомісячний журнал технічного спрямування, що видавався в Києві в 1882—1917 роках.
Заснований 1882 року інженерами Олександром Бородіним та Артуром Абрагамсоном. Першим редактором (до 1884) був Микола Демчинський, першим видавцем (до 1888) — Д. Волков. Олександр Бородін з 1885 року обіймав посаду головного редактора, а з 1889 був видавцем журналу.
З 1907 року журнал був офіційним друкованим органом Київського відділення Імператорського Російського технічного товариства (КВ РТТ), зокрема його Механіко-будівельного відділу. При цьому члени відділення ще до того друкувалися на сторінках журналу.
За весь час існування журналу переважна частина матеріалів, опублікованих у ньому, стосувалася залізничної тематики. Наприкінці 1890-х років з'являється багато статей на будівельні теми, а з 1900-х — про електроніку.
У 1895—1913 роках журнал друкували в будинку на вулиці Хрещатик, 10 (нині має № 12). З 1913 року редакція містилася в будинку КВ РТТ на вулиці Столипінській, 55-б.
Друк припинено в 1917 році.